# Письмо Филиппа
«Письмо Филиппа» — письмо царя Македонии Филиппа II Народному собранию Афин, написанное в 340 году до н. э. и сохранившееся в составе «демосфеновского корпуса» под номером XII
В этом послании царь пожаловался на нарушение Афинами условий Филократова мира и пригрозил войной. Он заканчивает письмо словами: «Я с полным правом буду обороняться против вас и, взяв богов в свидетели, разрешу наш спор с вами». Афиняне решили считать это объявлением войны, приняли постановление о подготовке к боевым действиям и низвергли плиту с текстом договора. Сохранился текст речи Демосфена «В ответ на письмо Филиппа», который, правда, считают более поздней подделкой.
Из-за путаницы с именами двух фракийских царей, а также из-за риторического стиля некоторые исследователи подвергают сомнению подлинность текста письма. Большинство учёных считает, что сохранилась сокращённая версия.